# 寿圣寺塔 (万荣)
寿圣寺塔 (万荣县)，位于山西省运城市万荣县里望乡南阳村，是中华人民共和国山西省文物保护单位之一。
1996年1月12日，授予山西省文物保护单位，是一座古建筑及历史纪念建筑物。